# Rokytovec
Rokytovec település Csehországban, a Mladá Boleslav-i járásban. Rokytovec Bukovno, Krnsko, Strenice, Vinec és Pětikozly településekkel határos. Lakosainak száma 183 fő (2024. január 1.).

## Népesség
A település lakosságának változását az alábbi diagram mutatja:
| Lakosok száma | 310  | 354  | 350  | 180  | 144  | 152  | 147  | 140  | 153  | 183  |
|               | 1869 | 1900 | 1921 | 1961 | 1980 | 2011 | 2016 | 2019 | 2021 | 2024 |